# Ojszczywilk
Ojszczywilk – zniesiona osada wsi Cisza w Polsce położona w województwie łódzkim, w powiecie bełchatowskim, w gminie Kluki.
Miejscowość istniała do 2006 roku. Nazwa z nadanym identyfikatorem SIMC występuje w zestawieniach archiwalnych TERYT.
W latach 1975–1998 miejscowość należała administracyjnie do województwa piotrkowskiego.